# محكمة إسلام أباد العليا

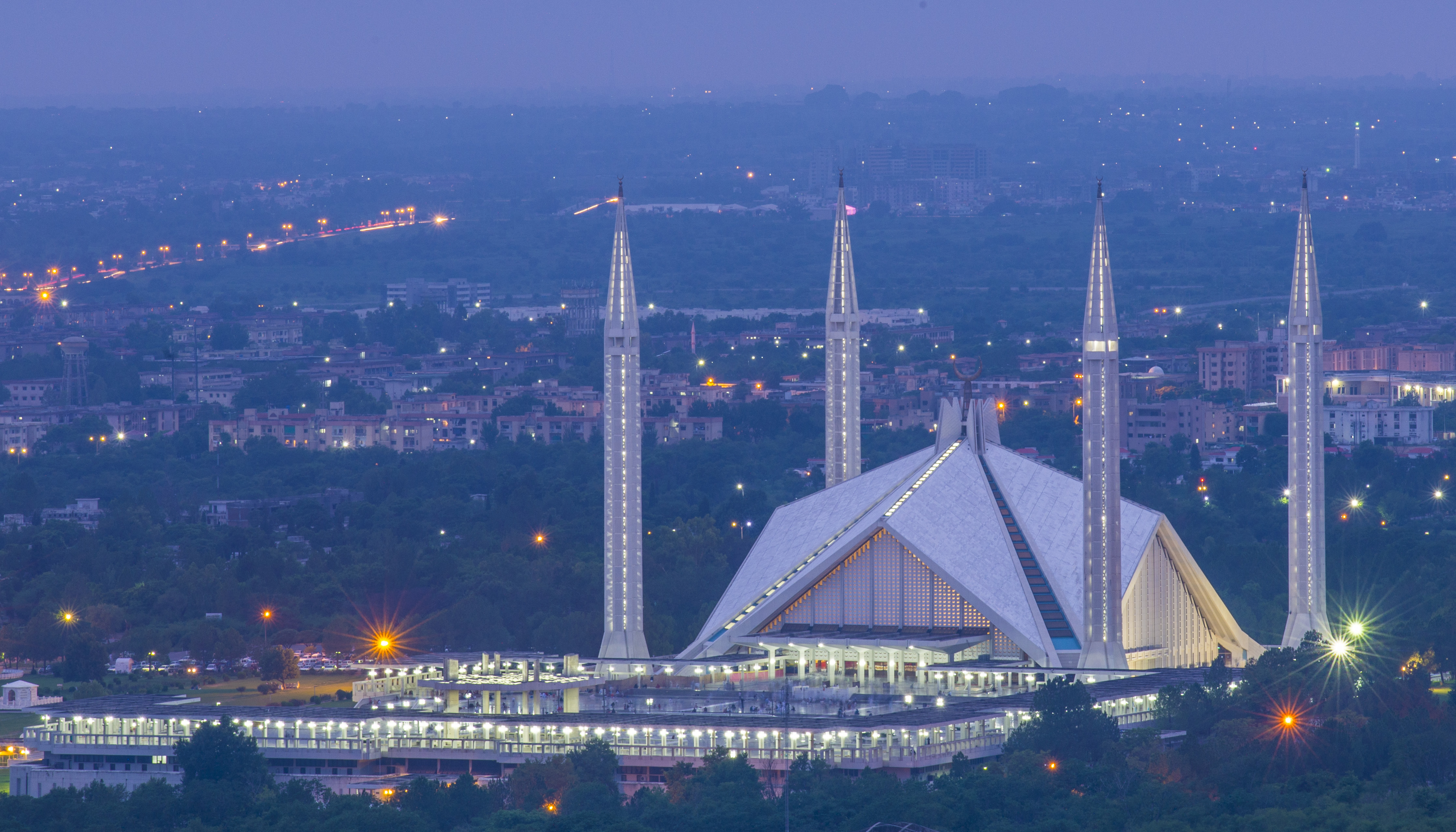
إسلام آباد

محكمة إسلام أباد العليا هي المحكمة العليا في إقليم العاصمة إسلام أباد، باكستان، ولها اختصاص استئنافي في محاكم المقاطعات التالية: 
- محكمة مقاطعة إسلام أباد (شرق)
- محكمة مقاطعة إسلام أباد (غرب) [2]

## التاريخ
أُنشئت المحكمة في الأصل في 14 أغسطس 2007 بأمر رئاسي من برويز مشرف، الحاكم العسكري في ذلك الوقت. لم تعد المحكمة قائمة في 31 يوليو 2009 بقرار من المحكمة العليا لباكستان عقب الالتماس الدستوري رقم 8 و9 لعام 2009. 
أعيد إنشاء المحكمة بموجب قانون المحكمة العليا في إسلام أباد، 2010  بعد التعديل الثامن عشر لدستور باكستان. أدى إقبال حميد الرحمن القسم لأول مرة كرئيس للقضاة أمام الرئيس آصف علي زرداري، في 3 يناير 2011 في منزل الحاكم كراتشي. 

## القضاة
يرأس المحكمة العليا رئيس قضاة. تتكون هيئة المحكمة من ستة قضاة وقضاة إضافيين. سن التقاعد الإلزامي لرئيس القضاة والقضاة هو 62 عامًا. يتم تعيين القضاة الإضافيين في البداية لمدة عام واحد. بعد ذلك يمكن إما تمديد خدماتهم أو تأكيدهم أو أحالتهم للتقاعد. التكوين الحالي للمحكمة العليا هو كما يلي:
| م  | الاسم                | تاريخ التعيين  | تاريخ التقاعد  | معين من       | ملاحظة                                    |
| -- | -------------------- | -------------- | -------------- | ------------- | ----------------------------------------- |
| 1  | اثار من الله         | 17 يونيو 2014  | 12 ديسمبر 2023 | خيبر بختونخوا | عُيِّن رئيساً للقضاة بتاريخ 28 نوفمبر 2018    |
| 2  | عامر فاروق           | 1 يناير 2015   | 25 أبريل 2031  | البنجاب       |                                           |
| 3  | محسن أختار كياني     | 23 ديسمبر 2015 | 10 فبراير 2032 | إسلام آباد    |                                           |
| 4  | ميانجول حسن أورنجزيب | 24 ديسمبر 2015 | 13 سبتمبر 2032 | خيبر بختونخوا |                                           |
| 5  | طارق محمود جهانجيري  | 30 ديسمبر 2020 | 9 يوليو 2027   | إسلام آباد    | تم تعيينه قاضيًا إضافيًا حتى 29 ديسمبر 2021 |
| 6  | بابار ستار           | 30 ديسمبر 2020 |                |               | تم تعيينه قاضيًا إضافيًا حتى 29 ديسمبر 2021 |
| 7  | شاغر                 |                |                |               |                                           |
| 8  | شاغر                 |                |                |               |                                           |
| 9  | شاغر                 |                |                |               |                                           |
| 10 | شاغر                 |                |                |               |                                           |

## روابط خارجية
- الموقع الرسمي